# Saršoni
Saršoni – wieś w Chorwacji, w żupanii primorsko-gorskiej, w gminie Viškovo. W 2011 roku liczyła 1532 mieszkańców.